# Phare de la pointe Sherman
Le phare de la pointe Sherman est un phare situé sur la côte est du canal Lynn dans l'Alaska du Sud-Est. Il se trouve à 38 milles (61 km) de Juneau et à 8 milles (13 km) du phare d'Eldred Rock. Il n'est plus en fonctionnement.

## Histoire
Sa construction a été achevée en 1904 et il a commencé à fonctionner le 18 octobre de la même année. Son éclat a été réduit dès 1917. En 1932, la station a été remplacée par une bouée. Une simple lumière a pris la place de la lentille d'origine en 1981.

## Sources
- (en) USCG

- (en) Cet article est partiellement ou en totalité issu de l’article de Wikipédia en anglais intitulé « Point Sherman Light » (voir la liste des auteurs).